# 聖塞瓦斯蒂安薩利特里約
聖塞瓦斯蒂安薩利特里約（西班牙語：San Sebastián Salitrillo），是薩爾瓦多的城鎮，位於該國西北部，由聖安娜省負責管轄，面積42.32平方公里，海拔高度792米，2007年人口18,566，人口密度每平方公里438.71人。
13°58′N 89°38′W / 13.967°N 89.633°W